# Martha Jahn
Martha Jahn es una deportista estadounidense que compitió en natación, en la modalidad de aguas abiertas. Ganó una medalla de plata en el Campeonato Mundial de Natación de 1991, en la prueba de 25 km.

## Palmarés internacional
| Campeonato Mundial | Campeonato Mundial | Campeonato Mundial | Campeonato Mundial |
| Año                | Lugar              | Medalla            | Prueba             |
| ------------------ | ------------------ | ------------------ | ------------------ |
| 1991               | Perth (Australia)  | Medalla de plata   | 25 km              |